# Amy Blyth
Amy Blyth (1 de mayo de 1980) es una deportista estadounidense que compitió en taekwondo. Ganó una medalla de bronce en el Campeonato Panamericano de Taekwondo de 2000 en la categoría de +72 kg.

## Palmarés internacional
| Campeonato Panamericano | Campeonato Panamericano | Campeonato Panamericano | Campeonato Panamericano |
| Año                     | Lugar                   | Medalla                 | Categoría               |
| ----------------------- | ----------------------- | ----------------------- | ----------------------- |
| 2000                    | Oranjestad (Aruba)      | Medalla de bronce       | +72 kg                  |